# نینجا کامویی
نینجا کامویی (ژاپنی: 忍者カムイ هپبورن: Ninja Kamui) یک مجموعه تلویزیونی انیمه ژاپنی تولید شده توسط ای‌انداِچ پروداکشن و سولا انترتینمنت همراه با تهیه‌کننده اجرایی ویلیامز استریت است. این مجموعه به کارگردانی سانگ هو پارک از فوریه ۲۰۲۴، در برنامه تلویزیونی تونامی متعلق به ادالت سویم در ایالات متحده به نمایش درآمد.

## داستان
پس از فرار از قبیله و مخفی شدن در مناطق روستایی آمریکا، نینجای سابق هیگان، که تحت نام مستعار جو لوگان زندگی می‌کند، در کمین آدمکش‌هایی قرار می‌گیرد که از او و خانواده‌اش به دلیل خیانت جو به آن‌ها انتقامی خونین می‌گیرند. در حالی که همسر و پسرش اکنون مرده‌اند، هیگان به مسیر نینجایی خود باز می‌گردد تا انتقام خانواده‌اش را بگیرد و به دنبال نابودی همان طایفه‌ای است که او را تبدیل به ماشین آدمکشی کرده است.